# Siriometer
Das Siriometer ist eine nicht mehr gebräuchliche astronomische Maßeinheit aus dem 19. bzw. frühen 20. Jahrhundert.
Der Wert des Siriometers hat sich im Laufe der Zeit gewandelt.

## Herschels Siriometer
Friedrich Wilhelm Herschel definierte Anfang des 19. Jahrhunderts das Siriometer als die Entfernung von der Sonne zum Sirius.
Die Maßeinheit entstand im Bemühen, die Entfernungen der sichtbaren Sterne von der Erde zu messen. Da noch keine Verfahren bekannt waren, mit denen die Entfernung direkt gemessen werden konnte, wollte Herschel zumindest die relative Entfernung der Sterne zueinander ermitteln.
Ausgehend von der Annahme, dass alle Sterne mehr oder weniger gleich hell seien, nahm Herschel den hellsten Stern des Nachthimmels, Sirius, als Referenz. Durch Vergleiche der Helligkeit der anderen Sterne versuchte er, die Entfernung zu schätzen: Die Helligkeit nimmt mit dem Quadrat der Entfernung ab, ein Stern, der ein Viertel der Helligkeit des Sirius hat, wird doppelt so weit entfernt sein.
Bedingt durch die ungenaue Schätzung der Helligkeit und die Tatsache, dass die Sterne doch sehr große Helligkeitsunterschiede aufweisen, waren seine Ergebnisse nicht sehr genau.
Wie groß ein Siriometer wirklich ist, wurde zu Herschels Lebzeiten nicht ermittelt. Die ersten absoluten Entfernungsmessungen wurden 1838 von Friedrich Wilhelm Bessel durchgeführt, 16 Jahre nach Herschels Tod. Heute weiß man, dass Sirius 8,6 Lichtjahre entfernt ist, also ungefähr 81 Billionen Kilometer.

## Charliers Siriometer
1911 schlug Carl Charlier vor, das Siriometer als 1 Million Astronomische Einheiten festzulegen. Dies geschah im Zuge der damaligen Debatte um die Definitionen einer brauchbaren Maßeinheit für kosmische Größenordnungen. Aus dieser Debatte ist letztendlich das Parsec siegreich hervorgegangen.
Der neue Wert entspricht etwa 149,5 Billionen Kilometer, knapp doppelt so groß wie die ursprüngliche Definition.